# 러셀 스퀘어

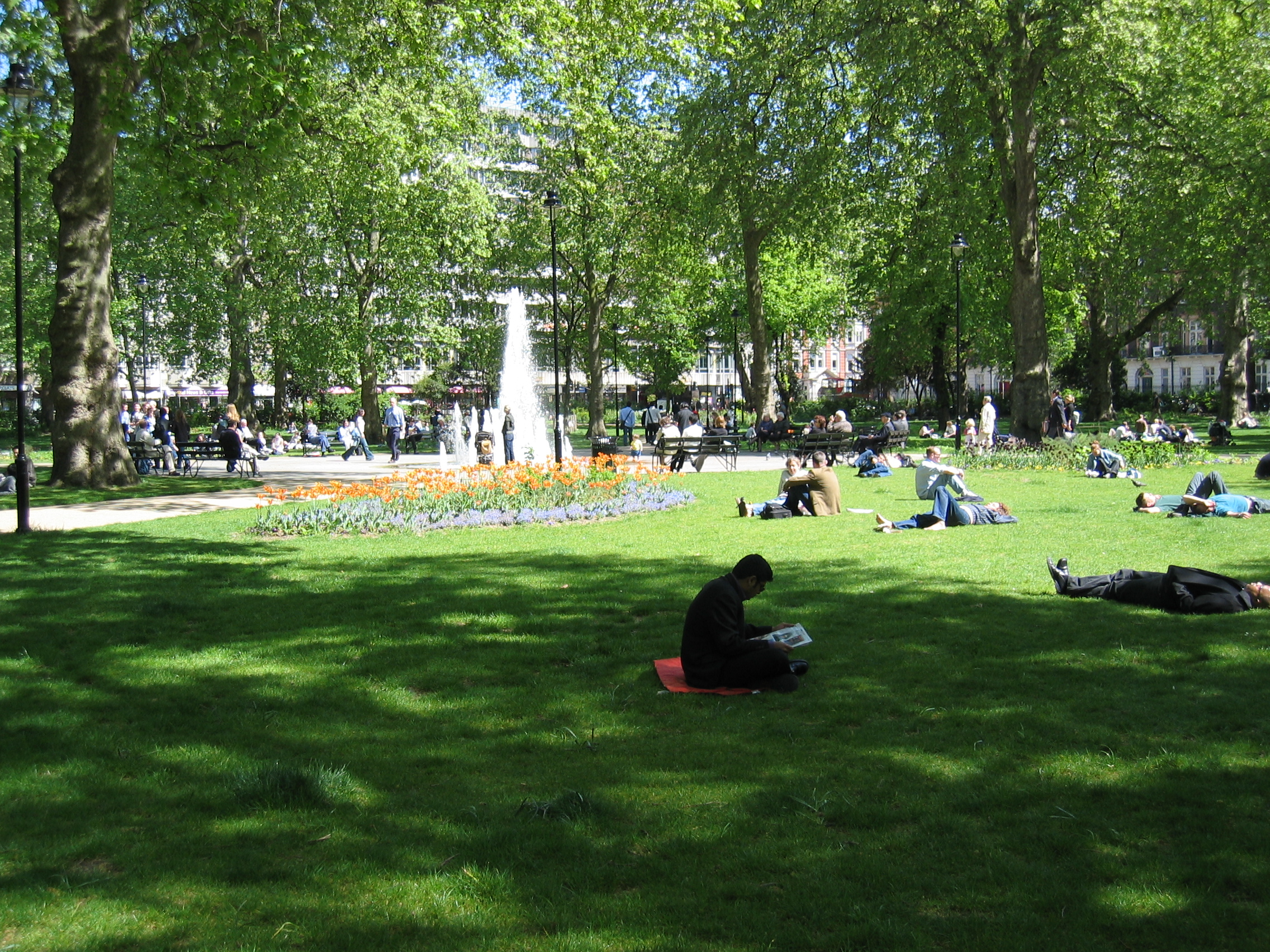
러셀 스퀘어

러셀 스퀘어(영어: Russell Square)는 잉글랜드 런던 블룸즈버리에 있는 런던에서 두번째로 큰 광장이다. 주변에는 런던 대학 관련 시설이 많으며, 런던 지하철에서 가장 가까운 역은 러셀 스퀘어 역이다.